# Volvo XC90
Volvo XC90 – samochód osobowy typu SUV klasy wyższej produkowany pod szwedzką marką Volvo od 2002 roku. Od 2014 roku produkowana jest druga generacja modelu.

## Pierwsza generacja

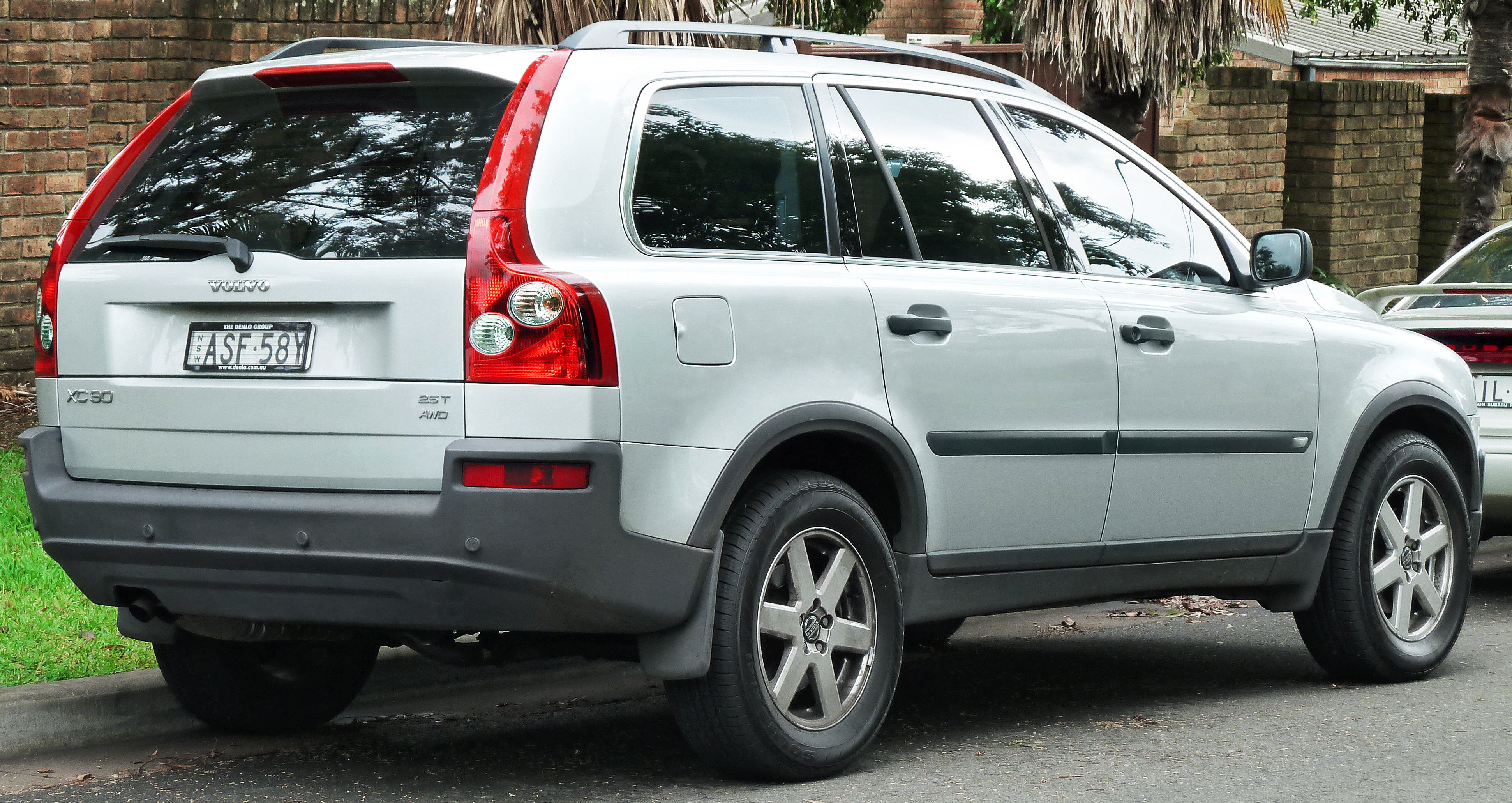
Volvo XC90 I - tył

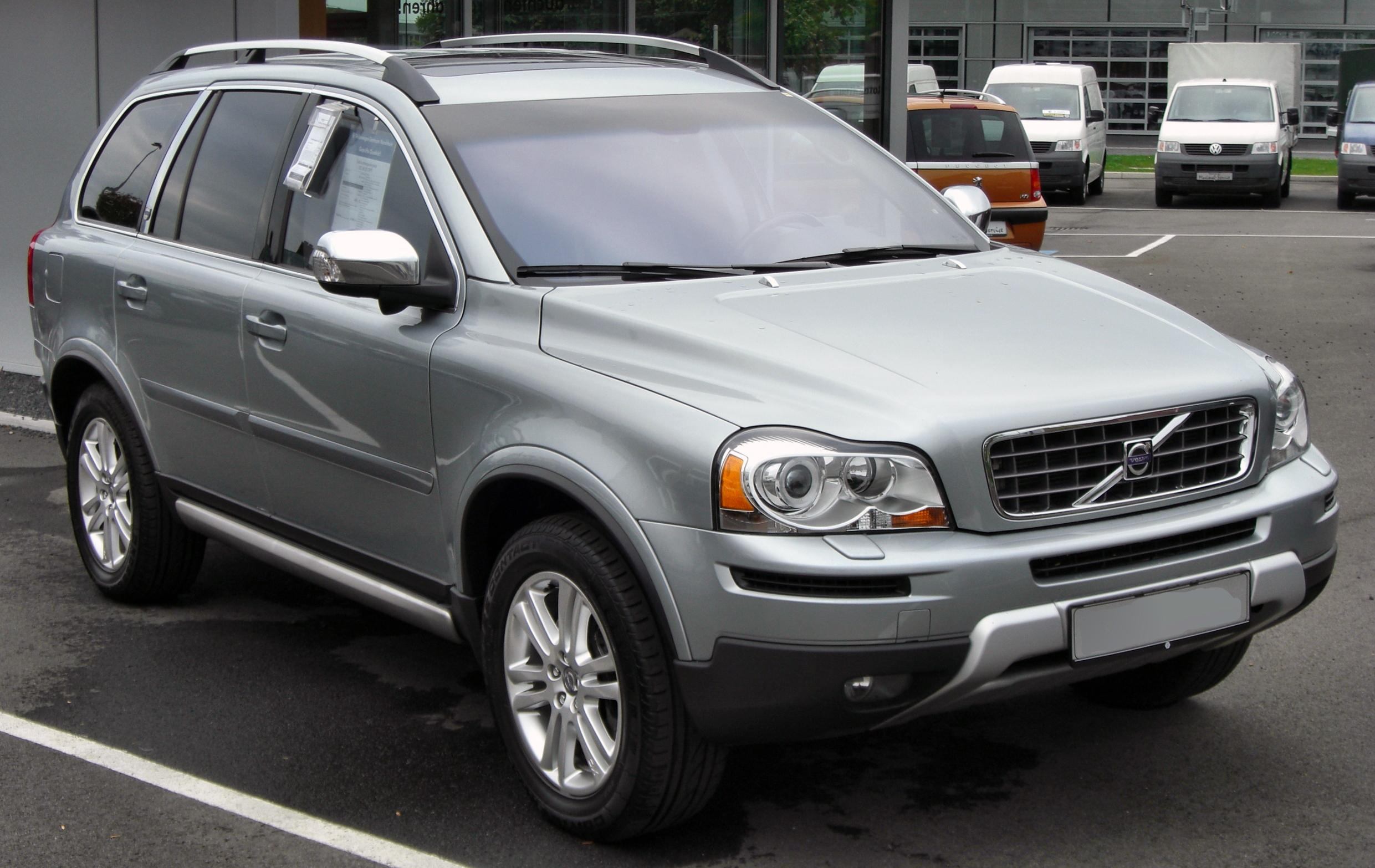
Volvo XC90 I po liftingu

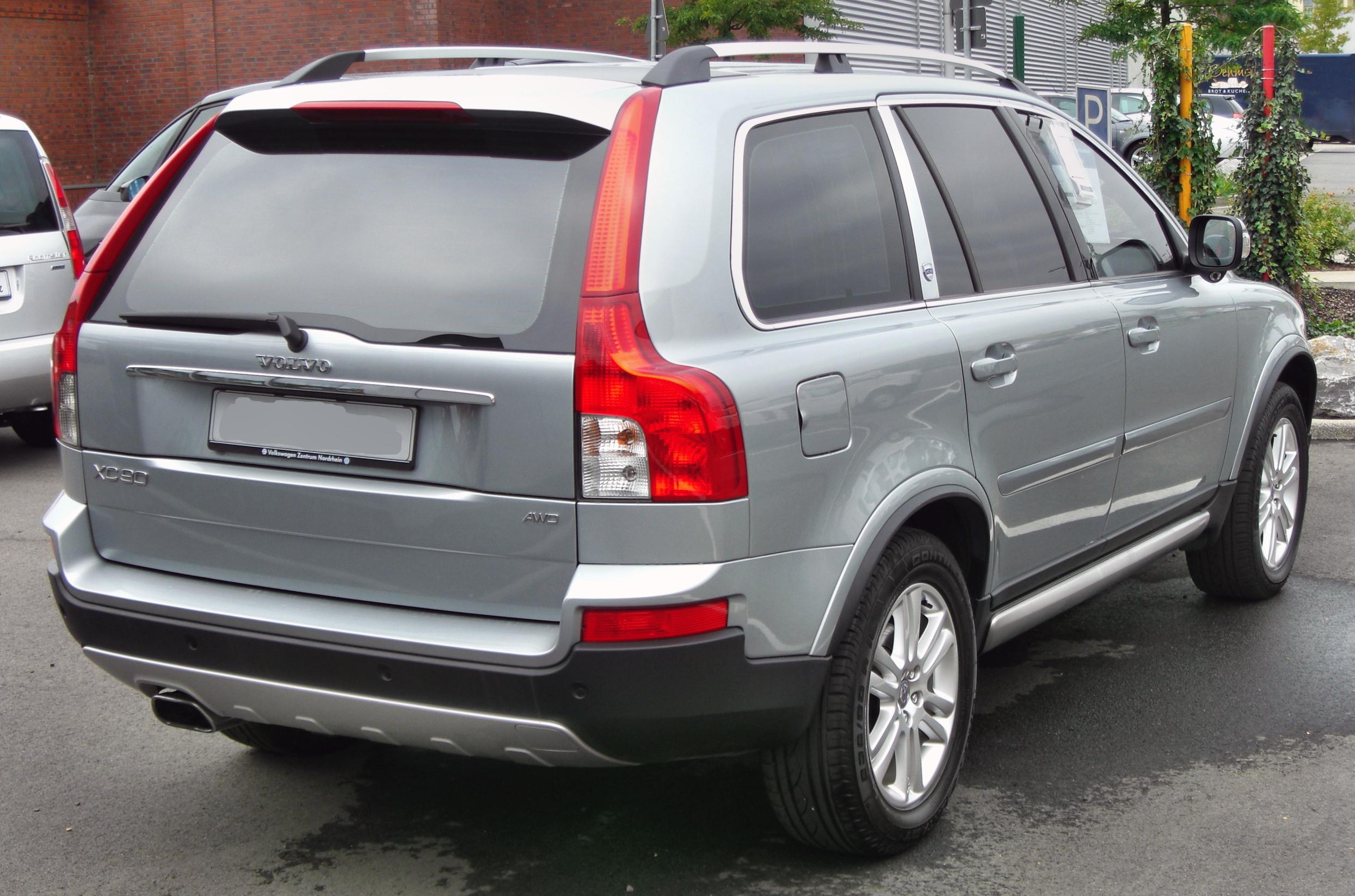
Volvo XC90 I po liftingu - tył

Volvo XC90 I zostało po raz pierwszy oficjalnie zaprezentowane podczas targów motoryzacyjnych w Detroit w 2002 roku.
Pojazd został zbudowany na bazie płyty podłogowej P2x, która wykorzystana została do stworzenia modeli S60, S80 oraz V70. Auto poprzedził samochód koncepcyjny pod nazwą Adventure Concept Car zaprezentowany podczas targów motoryzacyjnych w Detroit w 2002 roku.
W latach 2004, 2006, 2007 i 2011 auto przeszło kilka drobnych zmian stylistycznych, a zimą 2006 roku pojazd otrzymał face lifting obejmujący retusz stylizacji nadwozia. Przy okazji liftingu, do listy jednostek napędowych dodano silnik benzynowy o pojemności 3.2 l oraz nową wersją wyposażeniową - Sport.
W 2005 roku do oferty jednostek napędowych dołączono benzynowy silnik w układzie V8 o pojemności 4.4 l i mocy 315 KM skonstruowany przez japońską firmę Yamaha. W 2012 roku z okazji 10-lecia produkcji modelu auto przeszło drobną modernizację. Zmieniono m.in. zderzaki, progi, nadkola i felgi. W odmianie R-Design zastosowano jednokolorowe wykończenie wnętrze, światła do jazdy dziennej wykonane w technologii LED oraz 19-calowe felgi.
11 lipca 2014 roku zakończono produkcję pojazdu. Przez 12 lat produkcji wyprodukowano 636 143 egzemplarzy. Ostatni egzemplarz modelu trafił do Muzeum Volvo w Göteborgu. Auto jest jednak nadal produkowane i oferowane w Chinach w fabryce w Daqing pod nazwą XC Classic. Wersja ta oferowana jest tylko z 2.5 litrowym silnikiem benzynowym o mocy 220 KM.
W 2003 roku auto zdobyło tytuł North American SUV of the Year 2003.

### Wersje wyposażeniowe
- Exclusive
- Executive
- Kinetic
- Momentum
- Ocean Race Edition
- Premium Plus
- Platinum
- R-Design
- Summum
- Sport
- SE Sport
- Signature Edition
- Inscription

Standardowe wyposażenie pojazdu obejmuje m.in. reflektory ksenonowe, czujniki cofania, skórzaną tapicerkę, radio CD, 4 poduszki powietrzne, kurtyny gazowe dla trzech rzędów siedzeń, automatyczną klimatyzację, elektrycznie regulowany fotel kierowcy z pamięcią, elektrycznie regulowane i składane lusterka zewnętrzne, elektrycznie sterowane szyby, ABS i ESP oraz aktywny układ stabilizacji przechyłowej (RSC), DSTC, napinacze pasów bezpieczeństwa, system Dolby Prologic II oraz wielofunkcyjną kierownicę. Opcjonalnie pojazd wyposażyć można m.in. w system nawigacji satelitarnej oraz telefon.
W 2013 roku producent zaprezentował wersję Signature Edition bazującą na wersji R-Design która od normalnego modelu Volvo XC90 wyróżnia się kilkoma dodatkami wykonanymi z aluminium, między innymi pod zderzakiem, w postaci obudowy lusterek, progów, relingów dachowych oraz tylnego dyfuzora, posiadającego cztery końcówki wydechu, a także wyposażona jest w 19-calowe felgi Ixion, ksenonowe światła oraz przyciemniane szyby tylne, skórzaną tapicerkę, elektrycznie regulowane fotele przednie i tylną kanapę oraz elektrycznie otwierany szyberdach. Auto oferowane było wyłącznie na rynku francuskim.

### Silniki
| Silnik                               | Pojemność skokowa [cm³] | Typ silnika        | Układ zasilania    | Średnica x skok tłoka [mm] | Stopień sprężania  | Moc maksymalna [KM] (kW) przy obr./min | Maks. moment obrotowy [Nm] przy obr./min | Przyspieszenie 0-100 km/h [s] | Prędkość maks. [km/h] |                    |                    |
| Silniki benzynowe:                   | Silniki benzynowe:      | Silniki benzynowe: | Silniki benzynowe: | Silniki benzynowe:         | Silniki benzynowe: | Silniki benzynowe:                     | Silniki benzynowe:                       | Silniki benzynowe:            | Silniki benzynowe:    | Silniki benzynowe: | Silniki benzynowe: |
| ------------------------------------ | ----------------------- | ------------------ | ------------------ | -------------------------- | ------------------ | -------------------------------------- | ---------------------------------------- | ----------------------------- | --------------------- | ------------------ | ------------------ |
| 2.5 T                                | 2.5 Turbo (2521)        | R5                 | wtrysk             | 83,00 x 92,00              | 9,0:1              | 210 (154)/5000                         | 320/1500-4500                            | 9,9                           | 210                   |                    |                    |
| T6                                   | 2.9 TwinTurbo (2922)    | R6                 | wtrysk             | 83,00 x 90,00              | 8,5:1              | 272 (200)/5100                         | 380/1800-5000                            | 8,2                           | 210                   |                    |                    |
| 3.2                                  | 3.2 (3196)              | R6                 | wtrysk             | 84,00 x 96,00              | 10,8:1             | 238 (175)/6200                         | 320/3200                                 | 9,5                           | 210                   |                    |                    |
| 4.4                                  | 4.4 (4414)              | V8                 | wtrysk             | 94,00 x 79,50              | 10,4:1             | 315 (232)/5850                         | 440/3900                                 | 7,3                           | 210                   |                    |                    |
| Silniki wysokoprężne (do 2010 roku): |                         |                    |                    |                            |                    |                                        |                                          |                               |                       |                    |                    |
| D5                                   | 2.4 Turbo (2401)        | R5                 | common-rail        | 81,00 x 93,20              | 18,0:1             | 163 (120)/4000                         | 340/1750-3000                            | 12,3                          | 185                   |                    |                    |
| D5 D5244T4                           | 2.4 Turbo (2401)        | R5                 | common-rail        | 81,00 x 93,15              | 17,3:1             | 185 (136)/4000                         | 400/2000-2750                            | 11,5                          | 190                   |                    |                    |
| Silniki wysokoprężne (od 2010 roku): |                         |                    |                    |                            |                    |                                        |                                          |                               |                       |                    |                    |
| D4 D5244T5                           | 2.4 Turbo (2401)        | R5                 | common-rail        | 81,00 x 93,15              | 17,3:1             | 163 (120)/4000                         | 340/1750-3000                            | 11,8                          | 190                   |                    |                    |
| D5 D5244T18                          | 2.4 Turbo (2401)        | R5                 | common-rail        | 81,00 x 93,10              | 17,3:1             | 200 (147)/3900                         | 420/1900-2800                            | 10,3                          | 205                   |                    |                    |

### Nagrody i wyróżnienia
- Najlepszy używany, luksusowy, duży, 7 - 10 letni SUV w 2018 r. wg miesięcznika "WhatCar"[10]
- Północnoamerykański samochód roku 2003 "North American Car of the Year"[11]
- SUV roku 2003 magazynu "Motor Trends"[12]
- Najwyższa 5 gwiazdek ocena w teście zderzeniowym EURONCAP w 2003 r.[13]
- Najwyższa ocena "Top Safety Pick" amerykańskiego odpowiednika EURONCAP - Insurance Institute for Highway Safety (IIHS) przy ocenie wytrzymałosci przodu, boku i dachu auta w 2014 r.[14]
- Najdłużej produkowany luksusowy SUV[15]
- Według „The Telegraph” jest najbezpieczniejszym modelem samochodu w Wielkiej Brytanii. Według statystyk, od roku 2002 kiedy to auto trafiło na „Wyspach” do sprzedaży, nie odnotowano ani jednej śmierci kierowcy ani pasażera podróżującego tym modelem[16].

## Druga generacja

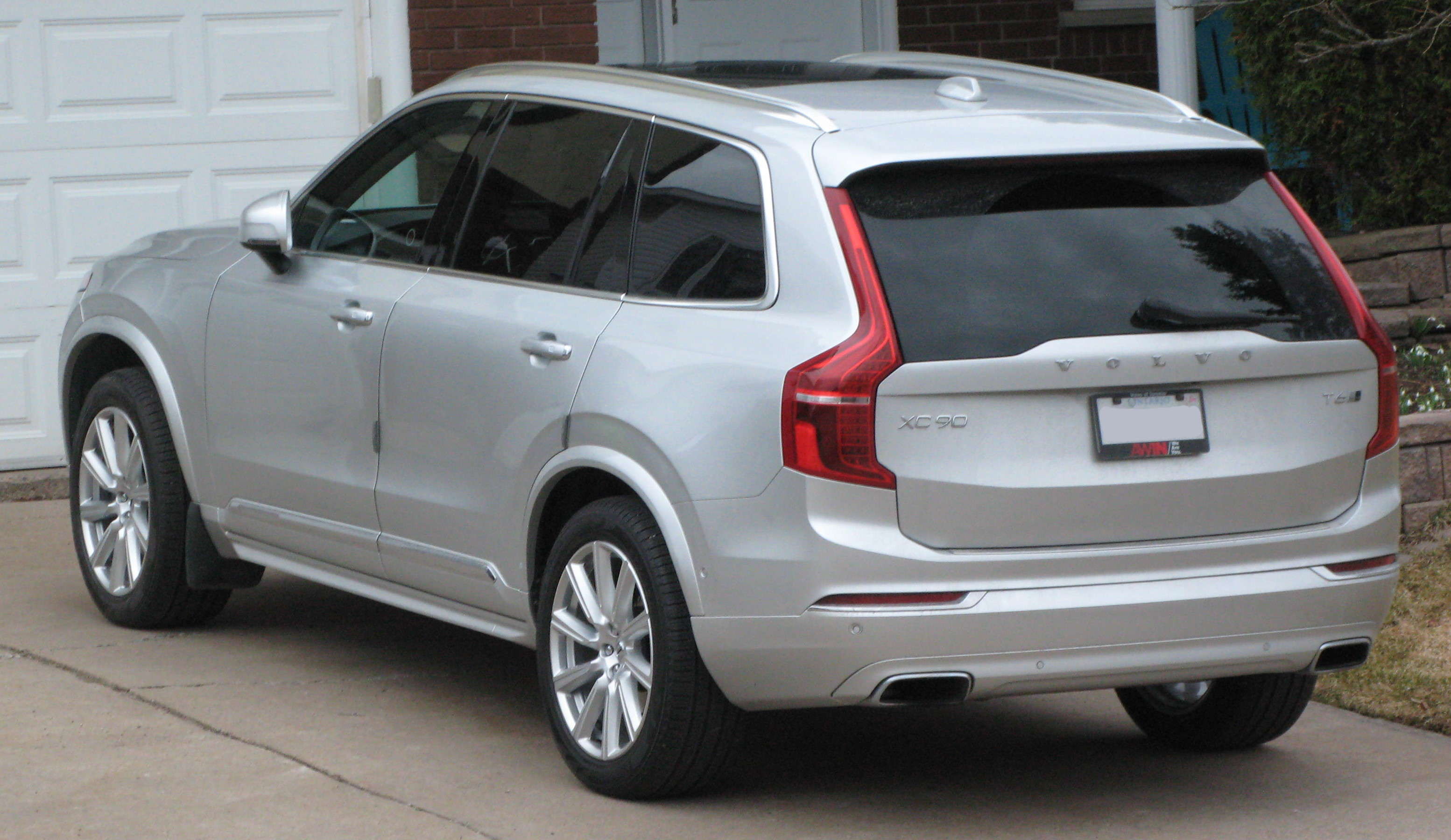
Volvo XC90 II - tył

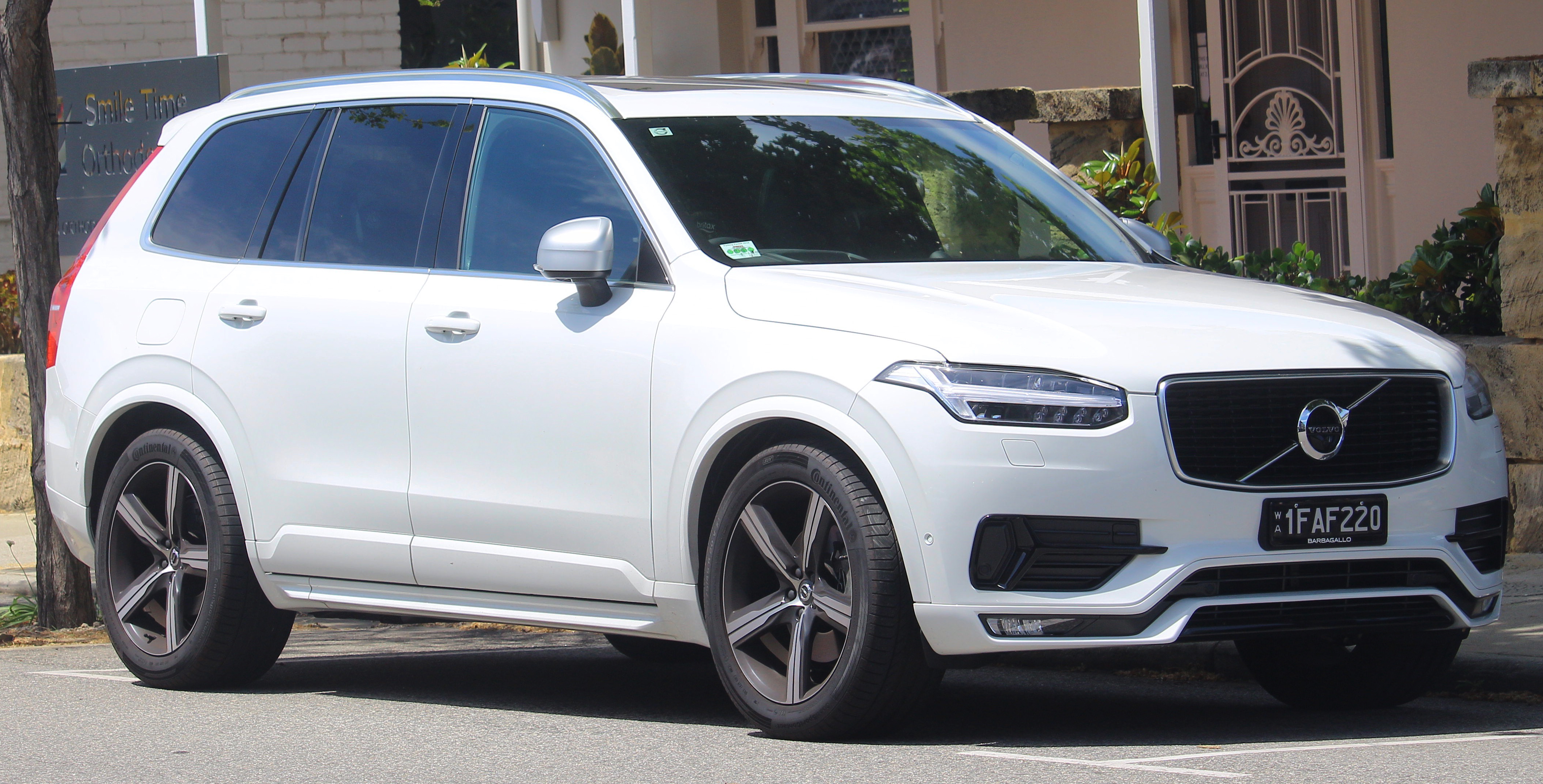
Volvo XC90 II R-Design

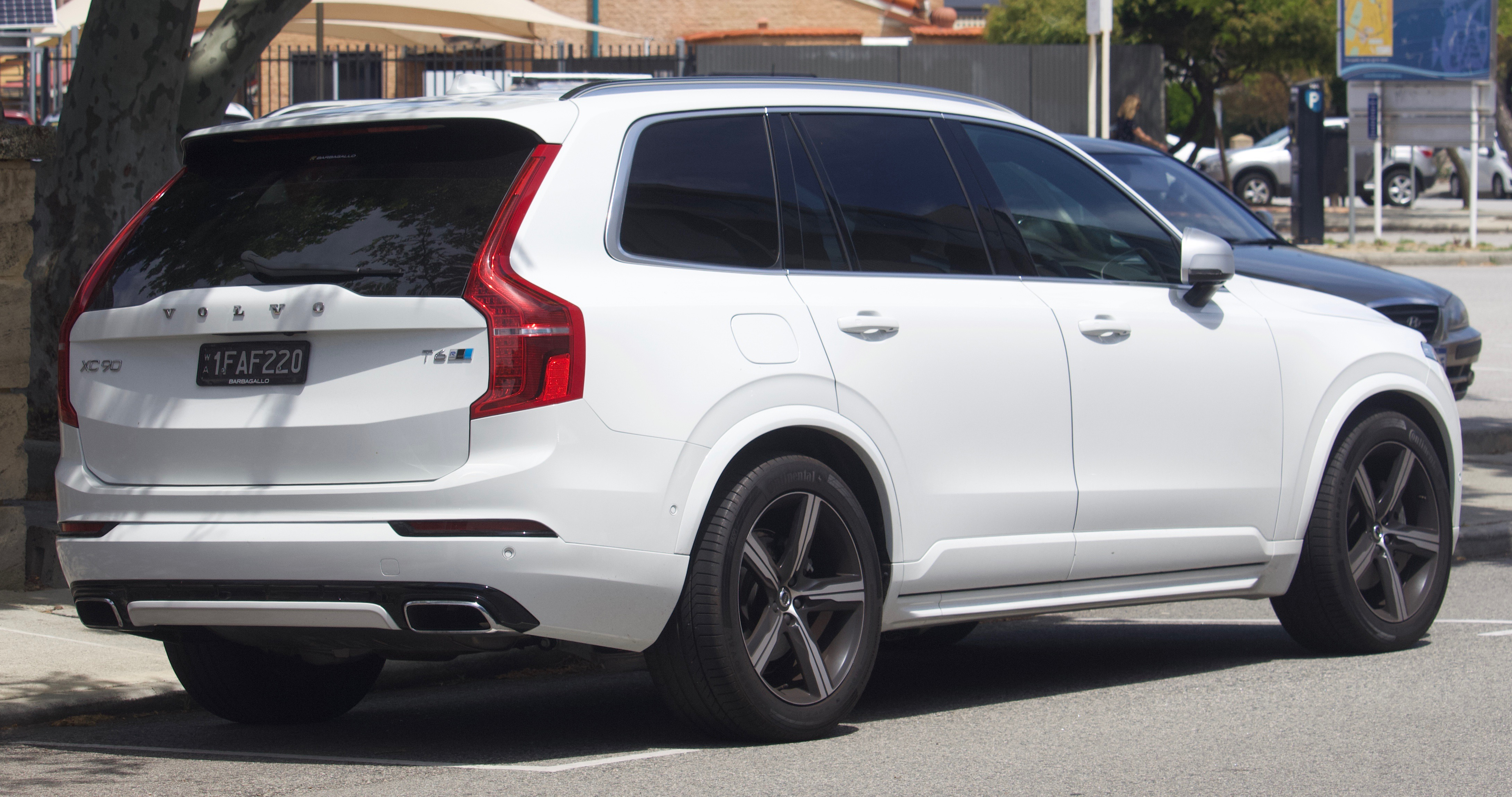
Volvo XC90 II R-Design - tył

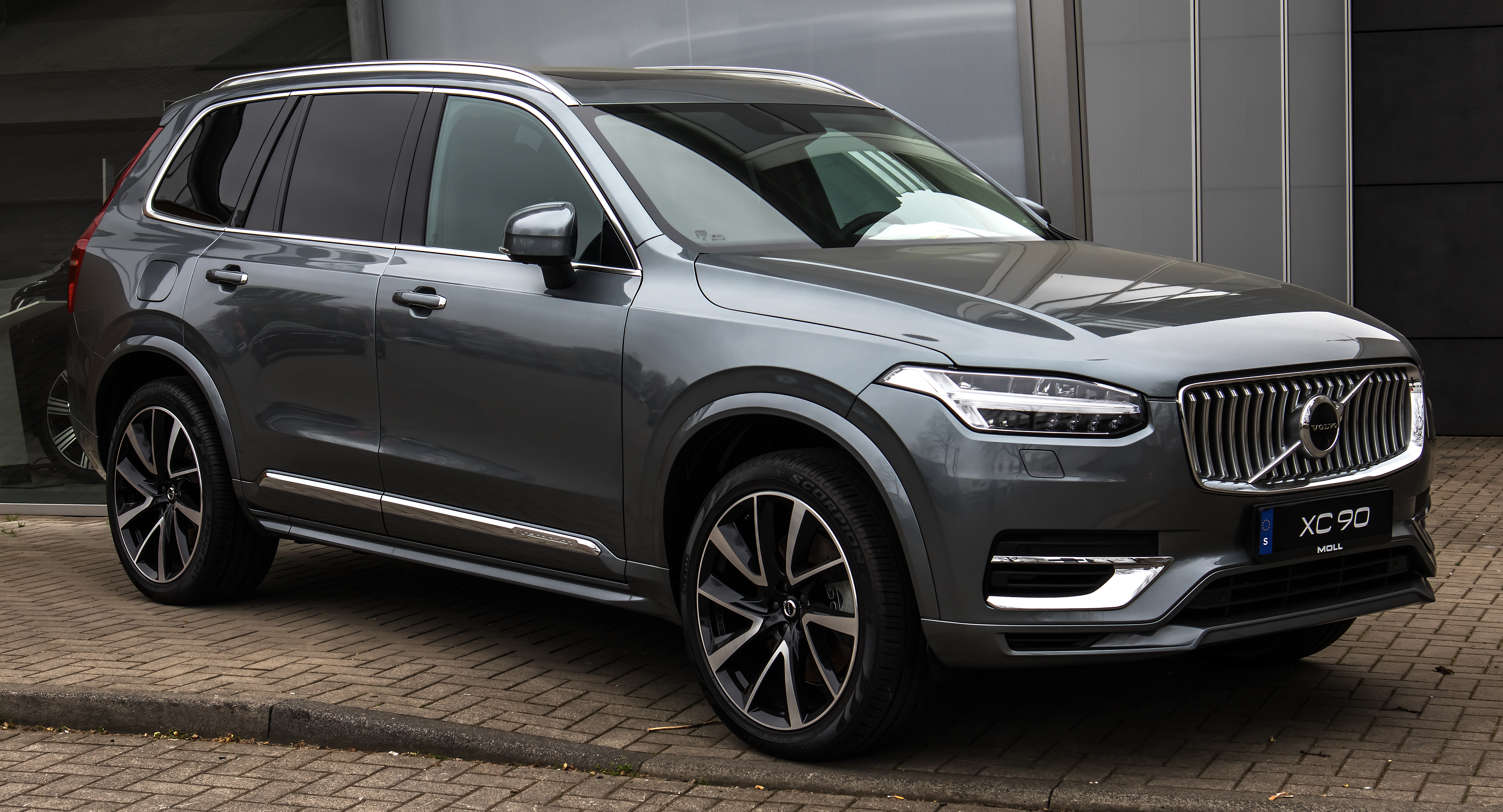
Volvo XC90 II po pierwszym liftingu

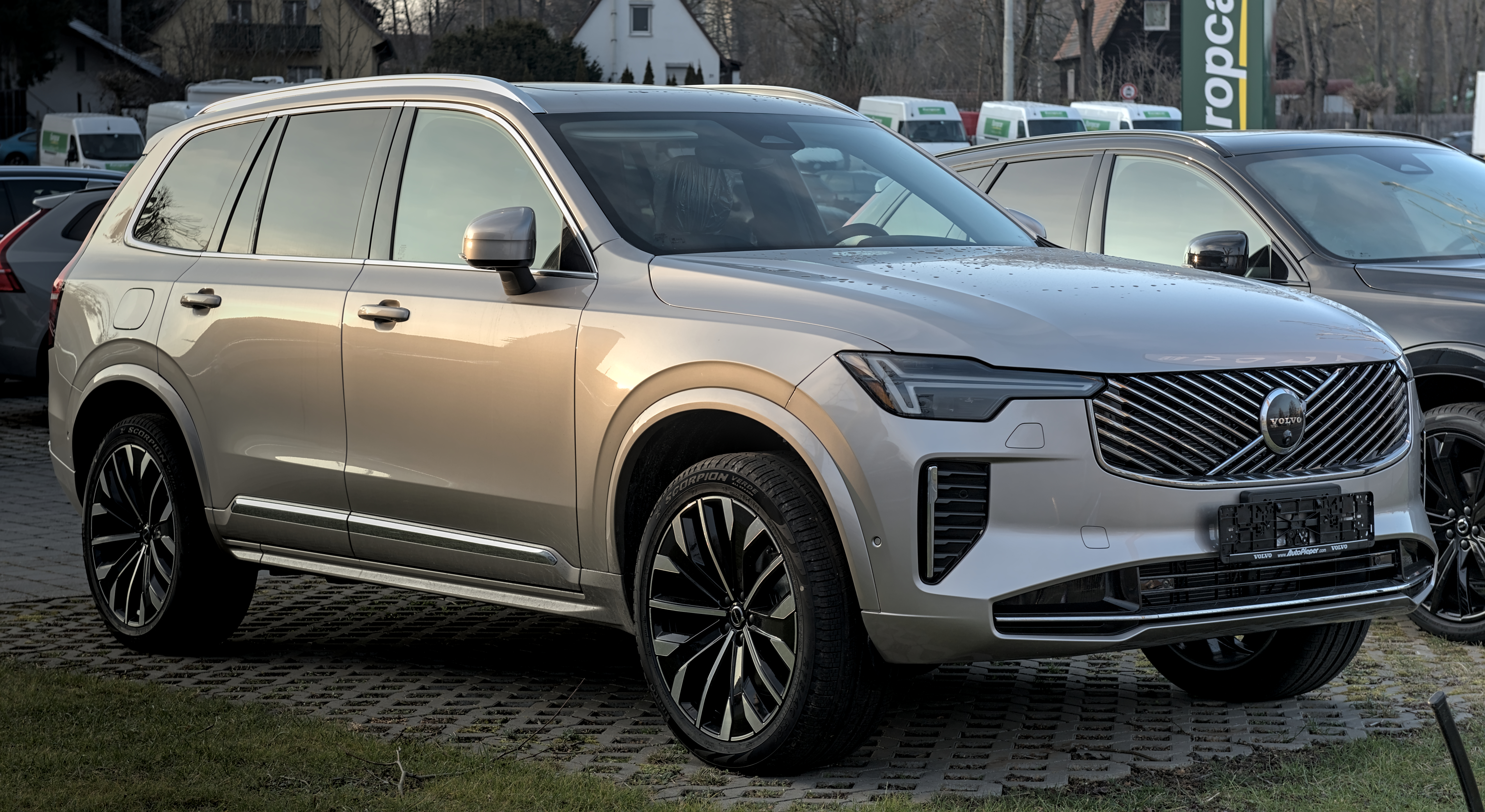
Volvo XC90 II po drugim liftingu

Volvo XC90 II zostało po raz pierwszy oficjalnie zaprezentowane 28 sierpnia 2014 roku w Sztokholmie.
Pojazd jest pierwszym modelem marki zaprojektowanym przez Thomasa Ingenlatha, który modelami koncepcyjnymi XC Coupé, Concept Coupé oraz Concept Estate zapoczątkował nowy kierunek stylistyczny marki. Auto zostało poprzedzone prototypem XC Coupé, zaprezentowanym podczas targów motoryzacyjnych w Detroit w styczniu 2014 roku.
Pierwsze testy pojazdu prowadzone były w Laponii, natomiast w maju 2014 roku pojazd po raz pierwszy sfotografowano w kamuflażu na ulicach Kopenhagi. Volvo XC90 drugiej generacji zostało w całości zaprojektowane w Szwecji i tam też jest produkowane.
Producent podczas prac nad budową auta zapowiadał, że nowe XC90 będzie "najbardziej luksusowym samochodem w historii marki". We wnętrzu pojazdu zastosowane zostały nietypowe materiały, np. dźwignia zmiany biegów częściowo wykonana z kryształu szwedzkiej firmy Orrefors oraz szlifowane przyciski zapłonu i regulacji głośności. Do wykończenia auta szczodrze użyto najlepszych gatunków drewna i skóry.
Volvo XC90 II to pierwszy model szwedzkiej firmy zbudowany w oparciu o nową modułową płytę podłogową o nazwie Scalable Product Architecture (SPA). Rozwiązanie, które szwedzcy inżynierowie opracowywali w latach 2010 - 2014 będzie bazą dla wszystkich nowych modeli Volvo. Największym atutem SPA jest całkowita elastyczność - styliści nie byli ograniczeni narzucaniem takich parametrów jak rozstaw osi, zwisy czy wysokość nadwozia.
Bryła, przetłoczenia po bokach karoserii, kształt tylnych świateł oraz linia szyb pojazdu nawiązują do pierwszej generacji modelu. Charakterystycznym elementem pojazdu jest masywny grill z nowym logo marki. Prześwit nadwozia standardowo mierzy 24 cm, a przy zastosowaniu opcjonalnego układu regulowania zawieszenia może wzrosnąć do 28 cm.
W kwietniu 2015 roku podczas targów motoryzacyjnych w Szanghaju zaprezentowano luksusową wersję Excellence. Samochód został wyposażony w cztery oddzielne fotele, a wyposażenie standardowe obejmuje m.in. lodówkę, stoliki i ekskluzywne kieliszki, a także elektrycznie regulowane i wentylowane fotele z funkcją masażu.

### Pakiety stylistyczne
Volvo oferuje klientom do wyboru dwa motywy stylizacji karoserii. Pierwszy Urban Luxury to spersonalizowana kolorystycznie według życzenia klienta karoseria oraz detale z polerowanej stali nierdzewnej, takie jak listwy ozdobne przedniego zderzaka, osłony podwozia czy boczne listwy progowe. Luksusowy wygląd tego zestawu podkreślają 21-calowe ekskluzywne felgi. Drugi Zestaw Rugged Luxury za sprawą czarnej matowej karoserii podkreśla surową elegancję XC90. Wersja ta wyposażona jest również w osłony podwozia wykonane ze stali nierdzewnej, podświetlane progi boczne, zintegrowane końcówki układu wydechowego oraz wyjątkowe 22-calowe felgi.

### Wyposażenie
W momencie wejścia do sprzedaży Volvo XC90 było oferowane w następujących wersjach wyposażenia:
- Kinetic
- Momentum
- Inscription
- R-Design - usportowiona wersja XC90 II. Auto wyróżnia się m.in. atrapą chłodnicy, przeprojektowanymi zderzakami (przedni ze spojlerem, tylny z dwoma końcówkami układu wydechowego), srebrnymi relingami dachowymi, obudową lusterek bocznych oraz 20-calowymi alufelgami (opcjonalnie 22-calowe). We wnętrzu pojazdu zamontowane zostały sportowe fotele i kierownicę pokrytą perforowaną skórą i wyposażoną w manetki zmiany biegów. Na wielu elementach pojazdu znaleźć można logo R-Design[27].
- First Edition - wersja limitowana powstała w liczbie 1927 egzemplarzy (1927 - rok założenia marki) wprowadzona z okazji premiery pojazdu dostępna wyłącznie za pośrednictwem internetu. Auto wyróżnia m.in. czarny lakier Onyx Black, ośmioramienne 21-calowe alufelgi oraz dedykowane nakładki na progi z numerem limitowanego egzemplarza. Wnętrze pojazdu wykończono drewnem orzechowym, skórzaną tapicerką w kolorze bursztynu, a deskę rozdzielczą obito czarną skórą. Do wyposażenia dodano m.in. wentylowane przednie siedzenia oraz elektrycznie podgrzewane zewnętrzne siedzenia środkowego rzędu. Za nagłośnienie pojazdu odpowiada 19-głośnikowy system audio z 12-kanałowym wzmacniaczem o mocy 1400W firmy Bowers & Wilkins. Sprzedaż rozpoczęto 3 września[21], a zakończono po zaledwie 47 godzinach. W Polsce złożono 15 zamówień[20][28].
- Excellence - Najbardziej luksusowa wersja pojazdu wyposażona w m.in. cztery oddzielne fotele, lodówkę, stoliki, 19-głośnikowy system audio Bower & Wilkins.

Pojazd standardowo wyposażony jest m.in. w elektryczne sterowanie szyb, elektryczne sterowanie lusterek, system wykrywania pieszych w nocy oraz dużych zwierząt, aktywny tempomat z asystentem kierowania, system łączności Car 2 car oraz system autonomicznego parkowania, czterostrefową klimatyzację automatyczną, system CleanZone zapewniający czyste powietrze w kabinie, światła do jazdy dziennej wykonane w technologii LED w kształcie położonej w poziomie litery "T", która nawiązuje do młota Thora. Tylne reflektory wyposażone będą także w diody LED; system audio firmy Bowers & Wilkins, który w najbogatszej wersji wyposażony jest w 19 głośników oraz 12-kanałowy wzmacniacz o mocy 1400W, w najprostszej wersji natomiast w komplet 6 głośników i wzmacniacz o mocy 52W, a w średniej w 12 głośników i wzmacniacz o mocy 224W; funkcję sterowania głosem oraz integrację z iPhonem i iPadem.
Centralnym elementem deski rozdzielczej jest duży tablet (podobny do tego z Tesli Model S), który zastąpił przyciski na desce. Jest on częścią interfejsu Volvo Sensus współpracującego m.in. z systemem Android, wyświetlaczem HUD, komendami głosowymi i telefonem GSM oraz systemem nawigacji satelitarnej HERE i internetem za pośrednictwem którego sprawdzić można dostępność miejsc parkingowych oraz restauracji, umówić się na przegląd i przygotować serwis na to, jakie materiały eksploatacyjne będą mu potrzebne. System Android umożliwia dostęp do wyszukiwarki Google oraz do Google Maps i Google Play Music, a także umożliwia zainstalowanie aplikacji zewnętrznych oraz w fotele Comfort, które wyposażyć opcjonalnie można w m.in. elektryczne sterowanie, funkcję masażu oraz wentylacji. W samochodach zastosowano także system BLIS.
Systemy bezpieczeństwa standardowo montowane w pojeździe to m.in. system stałego monitorowania pozycji pojazdu, system Lane Keeping Aid informujący o zjeżdżaniu z pasa ruchu oraz korygowaniu go; system zapobiegający zderzeniom czołowym, system Full Autobrake samoczynnie hamujący pojazd w przypadku nieuniknionego uderzenia w tył pojazdu, system Driver Alert wykrywający zmęczenie i dekoncentrację kierowcy, Brake Assist wspomagający hamowanie awaryjne, Forward Collision Warning ostrzegający o ryzyku kolizji czołowej (dopłata za opcję automatycznego hamowania), Pedestrian Detection wykrywający pieszych, Lane Dept Warning ostrzegający przed opuszczeniem pasa ruchu (system korygujący tor za dopłatą), Road Sign Information odczytujący znaki drogowe, Auto Steering Road Edge zapobiegający wypadnięciu auta z drogi oraz WHIPS chroniący odcinek szyjny kręgosłupa w przypadku uderzenia z tyłu, a także aktywny radar kontrolujący odległość od poprzedzającego pojazdu.
Opcjonalnie auto wyposażyć można m.in. w układ regulacji zawieszenia, fotele Contour, elektrycznie sterowane i podgrzewane po bokach siedzenia w drugim rzędzie oraz 22-calowe alufelgi, a także w dwa opcjonalne systemy z zakresu bezpieczeństwa. Pierwszy z nich system ochrony biernej, mający chronić pasażerów na wypadek zjechania auta z drogi. Po wykryciu takiego zagrożenia samochód zaciska pasy, ponadto fotele posiadają specjalną konstrukcję pochłaniającą energię pionowego uderzenia (do jakiego dochodzi gdy auto wypadnie z drogi do rowu). Drugi nowy system zapobiega kolizjom na skrzyżowaniach - potrafi uruchomić hamulce, gdy kierowca podejmie błędną decyzję o skręcie przed nadjeżdżającym pojazdem.
W 2022 roku Volvo XC90 trafiło do sprzedaży w 5 wersjach wyposażenia: Core, Plus Bright, Plus Dark, Ultmiate Bright i Ultimate Dark.

### Silniki
| Silnik                | Pojemność skokowa [cm³]                     | Typ silnika        | Układ zasilania    | Moc maksymalna [KM] (kW) przy obr./min                                    | Maks. moment obrotowy [Nm] przy obr./min                        | Przyspieszenie 0-100 km/h [s] | Prędkość maks. [km/h] | Średnie zużycie paliwa [l/100km] | Emisja CO2 [g/km]  |                    |                    |
| Silniki benzynowe:    | Silniki benzynowe:                          | Silniki benzynowe: | Silniki benzynowe: | Silniki benzynowe:                                                        | Silniki benzynowe:                                              | Silniki benzynowe:            | Silniki benzynowe:    | Silniki benzynowe:               | Silniki benzynowe: | Silniki benzynowe: | Silniki benzynowe: |
| --------------------- | ------------------------------------------- | ------------------ | ------------------ | ------------------------------------------------------------------------- | --------------------------------------------------------------- | ----------------------------- | --------------------- | -------------------------------- | ------------------ | ------------------ | ------------------ |
| T5                    | 2.0 Turbo                                   | R4                 | b.d.               | 254 / b.d.                                                                | 350 / b.d.                                                      | b.d.                          | b.d.                  | b.d.                             | b.d.               |                    |                    |
| T6                    | 2.0 Turbo Kompresor                         | R4                 | b.d.               | 320 (236 kW) / 5700                                                       | 400 / 2200 - 4500                                               | 6,9                           | 230                   | 7,7                              | 179                |                    |                    |
| Silniki wysokoprężne: |                                             |                    |                    |                                                                           |                                                                 |                               |                       |                                  |                    |                    |                    |
| D4                    | 2.0 TwinTurbo                               | R4                 | wtrysk common-rail | 190 / b.d.                                                                | 450 / b.d.                                                      | b.d                           | b.d                   | b.d.                             | b.d                |                    |                    |
| D5                    | 2.0 TwinTurbo                               | R4                 | wtrysk common-rail | 235 (165) / 4250                                                          | 470 / 1750 - 2500                                               | 7,8                           | 220                   | 5,8                              | 152                |                    |                    |
| Silnik hybrydowe:     |                                             |                    |                    |                                                                           |                                                                 |                               |                       |                                  |                    |                    |                    |
| T8 Twin Engine        | T6 2.0 Turbo Kompresor + Silnik elektryczny | R4                 | b.d.               | Silnik benzynowy: 320 (236) / 5700 Silnik elektryczny: 80 Łączna moc: 400 | Silnik benzynowy: 400 / 2200 - 4500 Łączny moment obrotowy: 240 | 6,4                           | 230                   | 2,7                              | b.d.               |                    |                    |

Wersja hybrydowa wyposażona jest w zestaw baterii z możliwością doładowania za pomocą przydomowego gniazdka. Silnik spalinowy odpowiada za napędzanie przednich kół, natomiast silnik elektryczny napędza tylną oś. Wersja hybrydowa została wyposażona w możliwość podróżowania w trybie miejskim wyłącznie na silniku elektrycznym. Zasięg wynosi 40 km. Pojazd przyśpiesza od 0 do 100 km/h w 6 sekund.
W wersjach z napędem AWD zastosowano układ Haldex 5. generacji.

### Wersja autonomiczna
12 grudnia 2017 szwedzkie rodziny rozpoczęły testowanie samochodów autonomicznych firmy Volvo (Volvo XC90). Projekt ma potrwać do 2022 roku, a zebrane doświadczenia maksymalnie 100 osób mają zaowocować masowym wprowadzeniem do użytku samochodów autonomicznych tej firmy.